# Ingeniørhamrane
Die Ingeniørhamrane (norwegisch für Ingenieurgipfel) sind eine Gruppe von Nunatakkern im ostantarktischen Königin-Maud-Land. Sie ragen am südlichen Ausläufer der Östlichen Petermannkette im Wohlthatmassiv auf.
Wissenschaftler des Norwegischen Polarinstituts benannten sie 1991.